# Aleuroclava nachiensis
Aleuroclava nachiensis là một loài côn trùng cánh nửa trong họ Aleyrodidae, phân họ Aleyrodinae.
Aleuroclava nachiensis được Takahashi miêu tả khoa học đầu tiên năm 1963.